# Unione Calcio AlbinoLeffe 2018-2019
Questa voce raccoglie le informazioni riguardanti l'Unione Calcio AlbinoLeffe nelle competizioni ufficiali della stagione 2018-2019.

## Divise e sponsor
Lo sponsor tecnico per la stagione 2018-2019 è Acerbis, mentre lo sponsor ufficiale è UBI Banca.
| Casa | Trasferta | Terza divisa |

## Organigramma societario
Area direttiva
- Presidente: Gianfranco Andreoletti

Area tecnica
- Allenatore: Massimiliano Alvini, poi Renato Montagnolo, poi Massimiliano Alvini, poi Michele Marcolini
- Allenatore in seconda: Stefano Bettella
- Preparatore atletico: Marco Greco
- Preparatore dei portieri: Giuseppe Benatelli

Area sanitaria
- Responsabile: Giacomo Poggioli
- Medici sociali: Bruno Speziale
- Massaggiatori: Kevin Miraglia
- Massofisioterapista: Roberto Maestroni

## Rosa
Rosa tratta dal sito ufficiale dell'AlbinoLeffe. Aggiornata al 18 settembre 2018.
| N. |                           | Ruolo | Calciatore           |
| -- | ------------------------- | ----- | -------------------- |
| 1  | Italia (bandiera)         | P     | Simone Cortinovis    |
| 2  | Italia (bandiera)         | D     | Francesco Micheli    |
| 3  | Italia (bandiera)         | D     | Federico Pacciardi   |
| 4  | Italia (bandiera)         | D     | Fabio Gavazzi        |
| 5  | Italia (bandiera)         | C     | Alessandro Sbaffo    |
| 6  | Romania (bandiera)        | D     | Mihai Gusu           |
| 7  | Russia (bandiera)         | C     | Juri Gonzi           |
| 8  | Italia (bandiera)         | C     | Francesco Agnello    |
| 9  | Italia (bandiera)         | A     | Matteo Colombi       |
| 10 | Italia (bandiera)         | C     | Francesco Gelli      |
| 11 | Costa d'Avorio (bandiera) | A     | Daniel Zinon Kouko   |
| 12 | Grecia (bandiera)         | P     | Vasileios Athanasiou |
| 13 | Italia (bandiera)         | D     | Davide Mondonico     |
| 14 | Italia (bandiera)         | D     | Nicola Stefanelli    |
| 15 | Italia (bandiera)         | C     | Marco Nichetti       |

| N. |                       | Ruolo | Calciatore           |
| -- | --------------------- | ----- | -------------------- |
| 16 | Italia (bandiera)     | C     | Marco Romizi         |
| 17 | Italia (bandiera)     | C     | Carmine Giorgione    |
| 18 | Italia (bandiera)     | C     | Lorenzo Mandelli     |
| 19 | Italia (bandiera)     | A     | Mario Ravasio        |
| 20 | Italia (bandiera)     | C     | Omar Sokhna          |
| 21 | Italia (bandiera)     | C     | Christian Calì       |
| 22 | Italia (bandiera)     | P     | Achille Coser        |
| 23 | Italia (bandiera)     | A     | Giuseppe Sibilli     |
| 24 | Italia (bandiera)     | D     | Luca Ruffini         |
| 25 | Italia (bandiera)     | C     | Jacopo Spampatti     |
| 26 | Italia (bandiera)     | D     | Marco Maffi          |
| 27 | Italia (bandiera)     | C     | Fausto Coppola       |
| 28 | Italia (bandiera)     | A     | Alessandro Galeandro |
| 29 | Montenegro (bandiera) | D     | Minel Sabotic        |

## Risultati

### Coppa Italia

#### Turno eliminatori
| Arbitro: | Annaloro (Collegno) |

|  |           |               |
|  | Marcatori | 90+1’ Bombagi |

### Coppa Italia Serie C

#### Fase a eliminazione diretta
| Arbitro: | Repace (Perugia) |

|  |           |                         |
|  | Marcatori | 90+2’ (aut.) Dalla Bona |

| Arbitro: | Giordano (Novara) |

|                                             |                      |                                       |
| Pesenti Fedato Sylla Di Molfetta Bertoncini | Tiri di rigore 3 – 4 | Sbaffo Colombi Coppola Spampatti Cali |

| Arbitro: | Acanfora (Castellammare di Stabia) |

|             |           |  |
| Rolfini 33’ | Marcatori |  |